# Filarki
Filarki – obrywające się do terasy Wisły pionowe skały, na których stoją mury Opactwa Benedyktynów w Tyńcu w Krakowie. Pod względem geograficznym są to wschodnie zbocza Wzgórza Klasztornego na Pomoście Krakowskim w obrębie makroregionu Bramy Krakowskiej. Wzgórza te włączone zostały w obszar Bielańsko-Tynieckiego Parku Krajobrazowego.
Filarki mają wysokość 20–30 m i podcięte zostały przez Wisłę. Stanowią prawe ograniczenie jej przełomu zwanego Bramą Tyniecką. Lewe ograniczenie tworzą Skałki Piekarskie, a szerokość terasy Wisły w tym miejscu jest nie większa niż 400 m.
Filarki zbudowane są z pochodzącego z górnej jury nieuławiconego wapienia skalistego bez krzemionki. Występują w nich wypukłe formacje skalne zwane filarami i wklęsłe szczeliny, które w wyniku zjawisk krasowych poszerzyły się tworząc oddzielne bloki skalne. W wyniku procesów krasowych i erozji skały mają nierówną powierzchnię, wyoblone kształty, liczne nisze i wgłębienia. Gromadzą się w nich skorupki ślimaków i szczątki drobnych bezkręgowców.
U podnóża Filarków znajdują się duże bloki skalne. Niektóre z nich leżą bezpośrednio u podnóża skał, inne nieco dalej, częściowo zanurzone w wodzie. Powstały w wyniku obrywu spowodowanego trzęsieniem ziemi w 1786 r. Oberwanych skał było tak wiele, że musiano je usuwać z koryta rzeki, by nie straciła spławności.
Na Filarkach dawniej uprawiano wspinaczkę skałkową. Wspinacze przeszli 16 dróg wspinaczkowych o trudności od V do VI.5+ w skali polskiej. Obecnie obowiązuje zakaz wspinaczki.
W Filarkach znajdują się dwa niewielkie schrony jaskiniowe: Szczelina pod Klasztorem i Szczelina nad Wisłą.

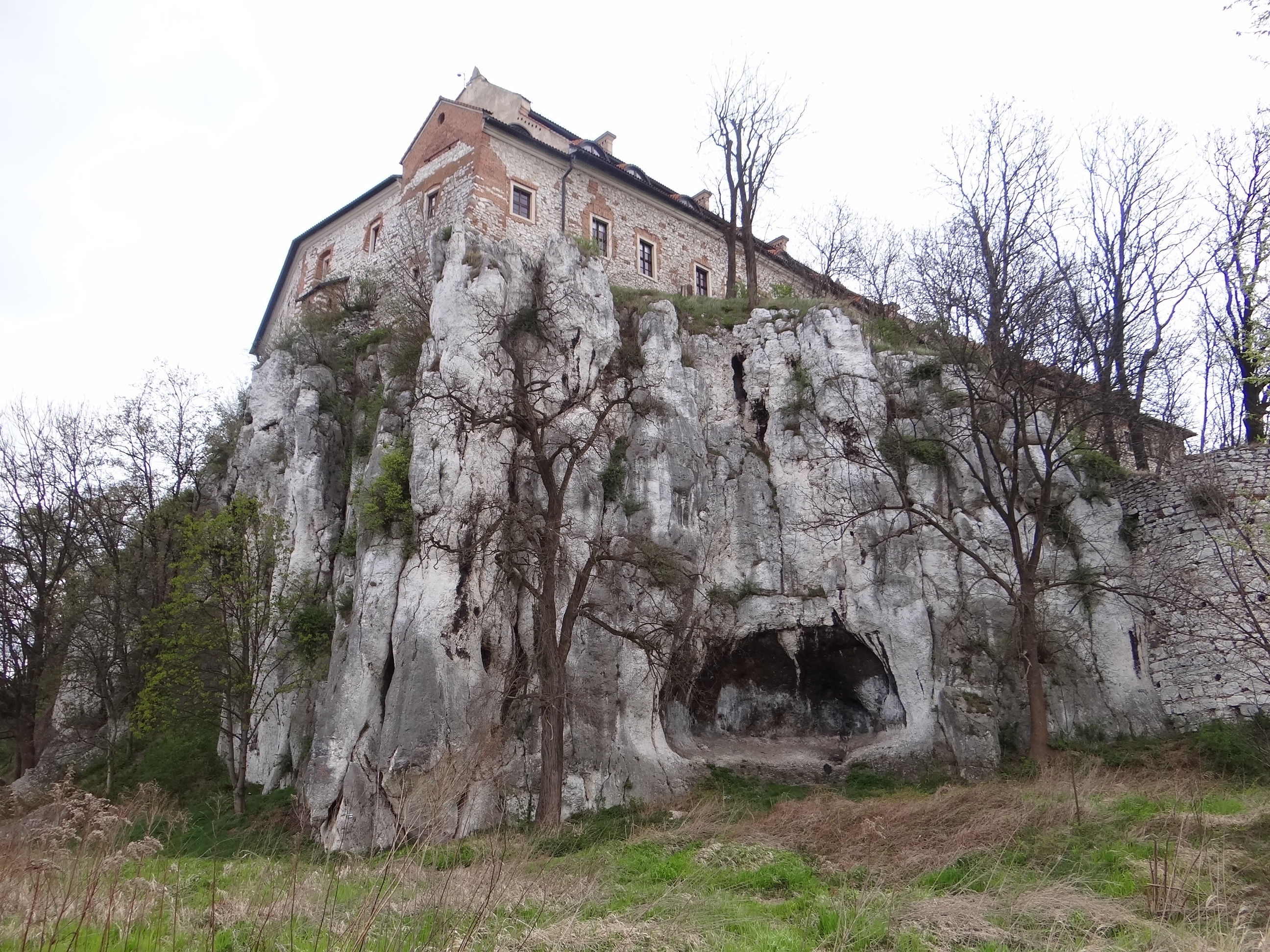
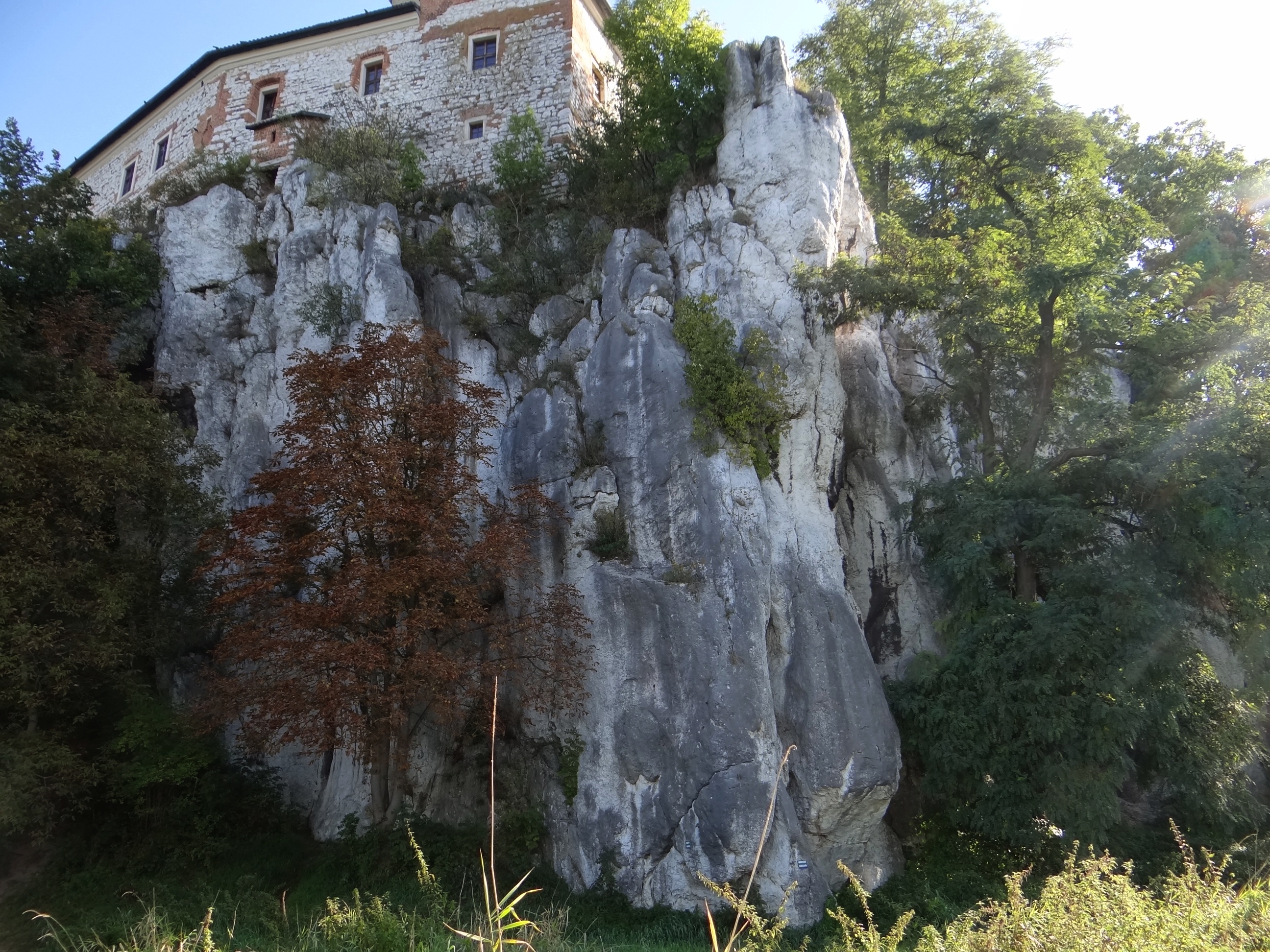
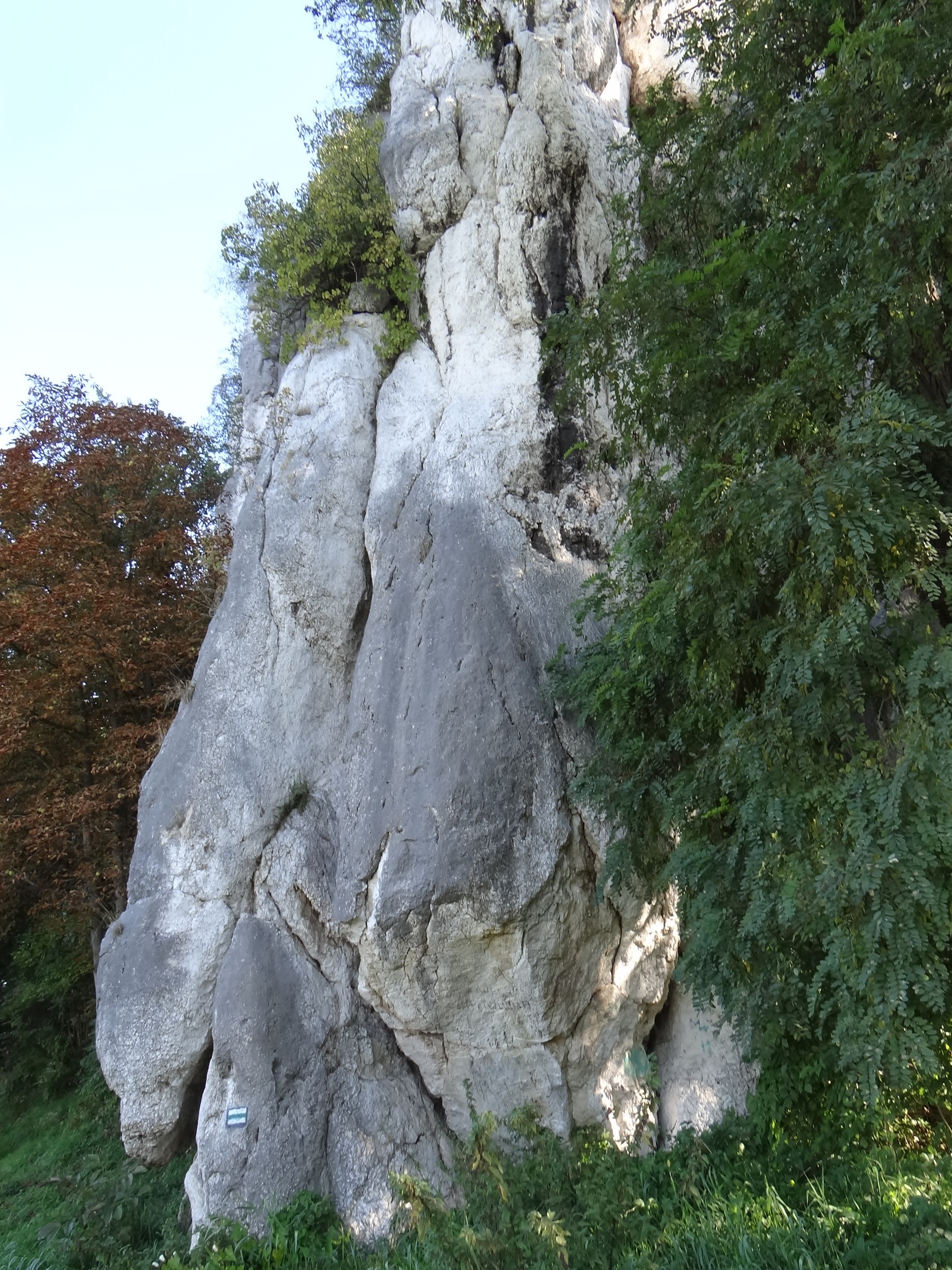
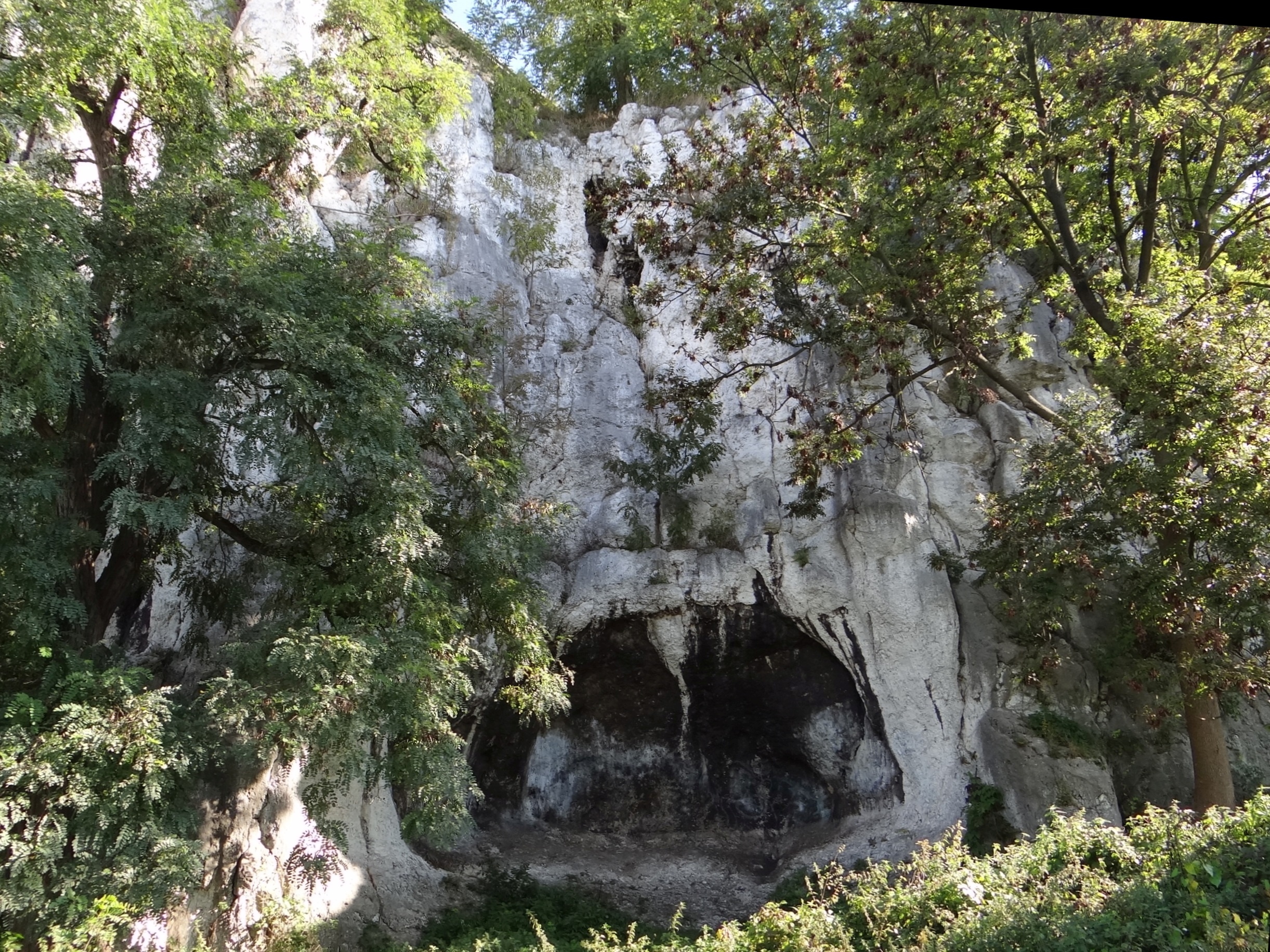
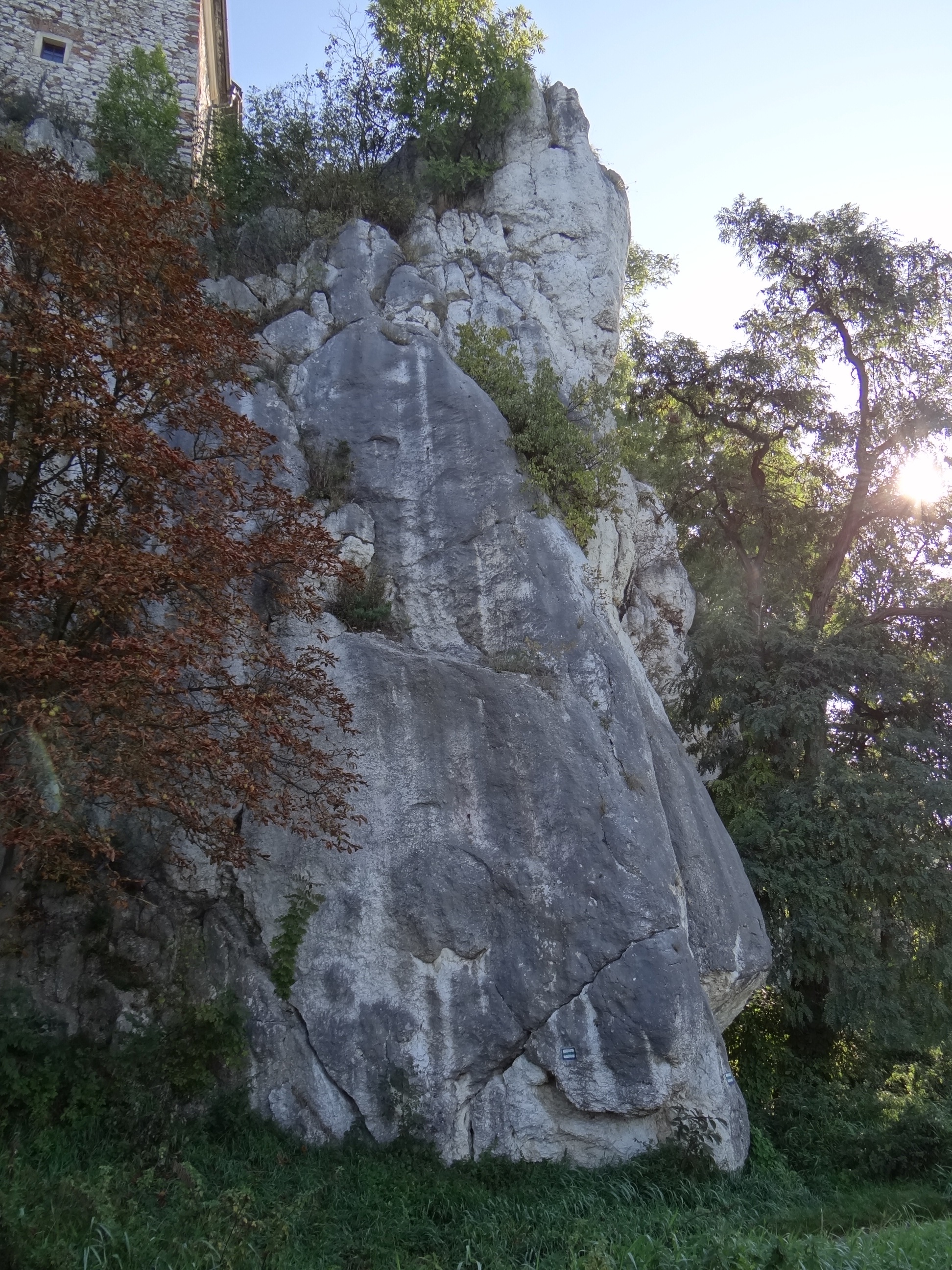
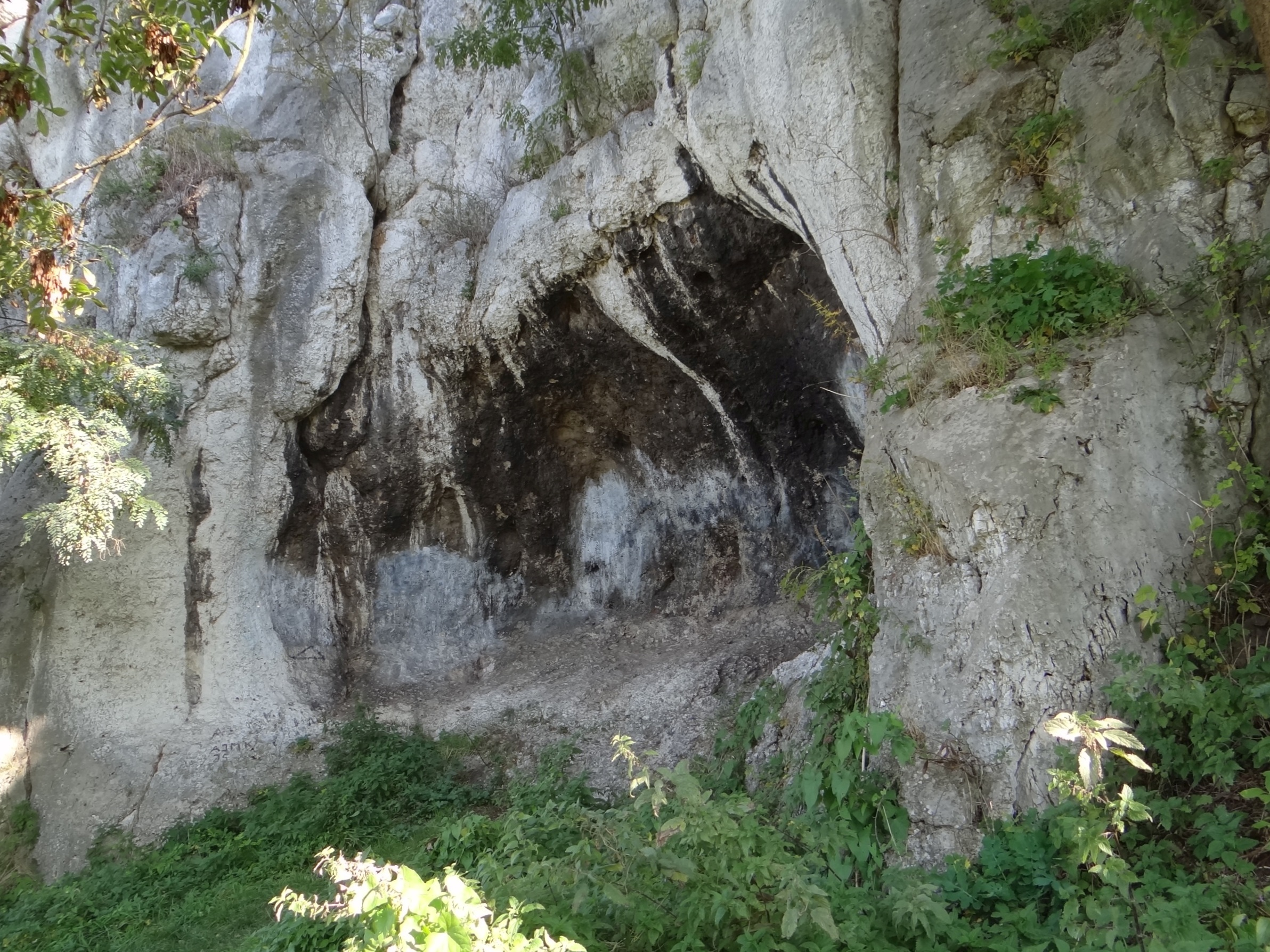
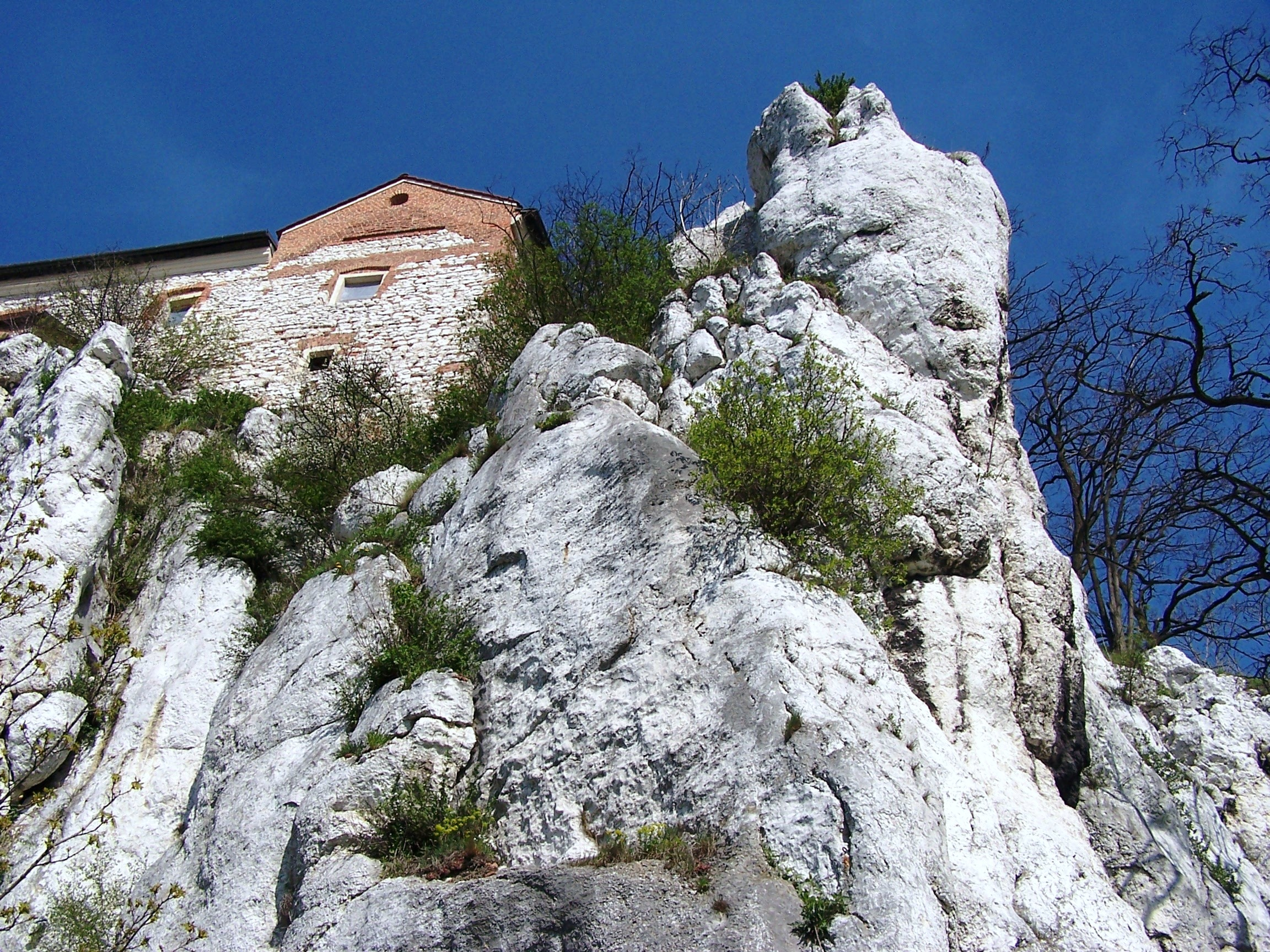